# Johannes Sassenbach

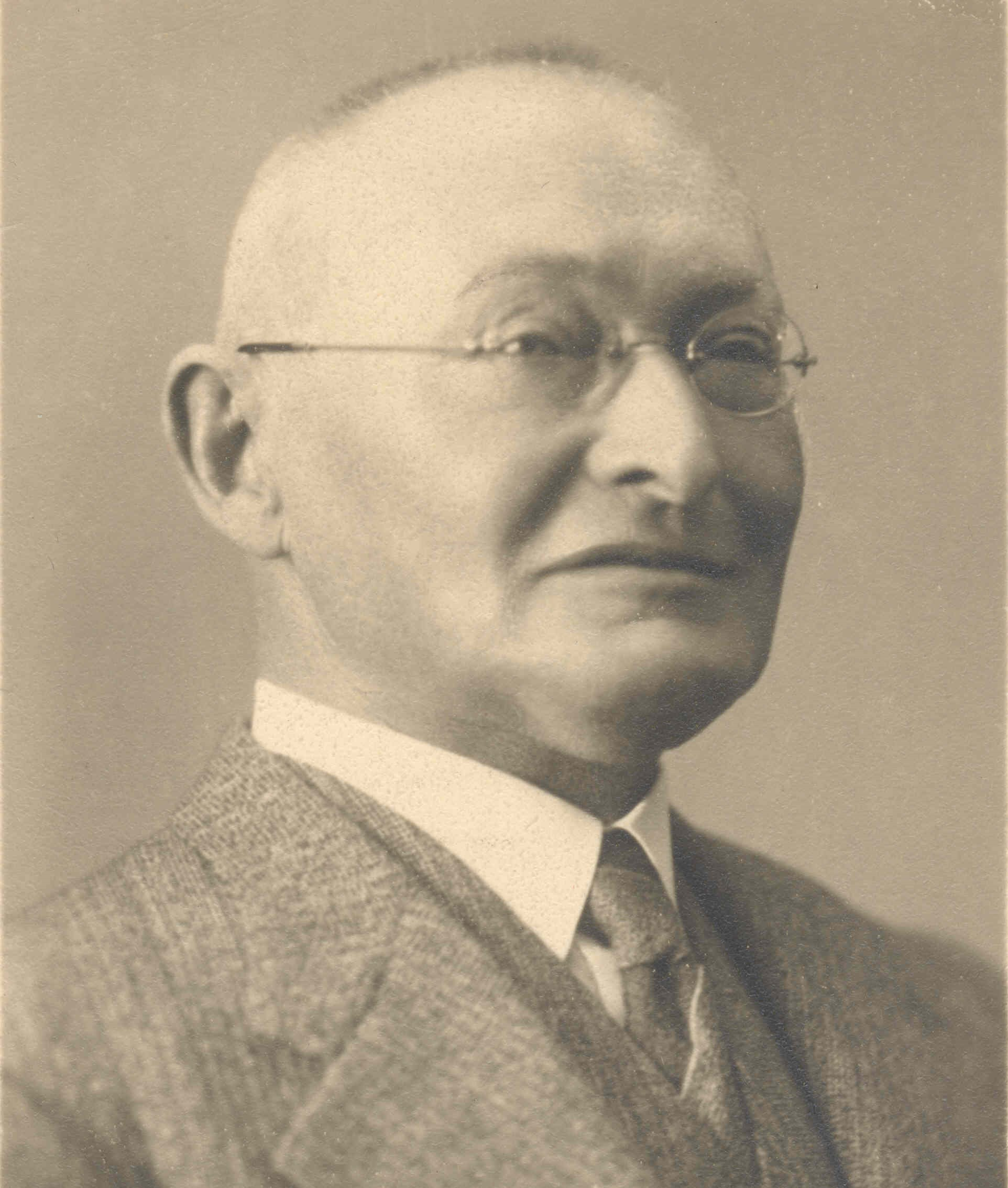
Johannes Sassenbach

Johannes Sassenbach (* 12. Oktober 1866 in Breun/Rheinland; † 19. November 1940 in Frankfurt am Main) war ein deutscher Sattlergeselle, Gewerkschaftsführer, Sozialattaché des Deutschen Reiches in Rom, Buchautor und Verleger.

## Leben
Der im Bergischen Land geborene Sassenbach besuchte nur eine zweiklassige Zwergschule, aber hat sich im Selbststudium immer weitergebildet. Er war Sattlerlehrling, Sattlergeselle und Handwerksbursche. Die Wanderjahre als Sattlergeselle, die ihn bis nach Südfrankreich und Italien führten, weckten sein soziales Engagement sowie sein Interesse für andere Länder, deren Kultur und Sprache. Von 1891 bis 1895 war er Vorstandsmitglied der Berliner Sattler-Genossenschaft. In der seiner Freizeit besuchte der die Berliner Universität, wo er Volkswirtschaft bei Gustav von Schmoller, Max Weber und Adolf Wagner hörte, Geschichte bei Heinrich von Treitschke, Ethik bei Georg von Gizycki. Durch seine Bekanntschaft mit Studenten wirkte er bei der Einberufung des akademischen Sozialistenkongresses mit, sowie bei der Gründung des Sozialistischen Akademikers mit, aus dem nach der Spaltung die Sozialistischen Monatshefte hervorgingen. Sassenbach gab die Zeitschrift Neuland heraus und gründete eine Verlagsgesellschaft, in dem die ersten Schriften von Arno Holz, Johannes Schlaf und Herbert Eulenberg erschienen. 1897 war er Mitbegründer des ersten Berliner Kabaretts. Von Juni 1902 bis Juli 1919 war er Mitglied der Generalkommission der Gewerkschaften Deutschlands.
Von Januar 1906 bis zum Mai 1915 war er Berliner Stadtverordneter.
Dann wurde er zum ersten sozialdemokratischen (unbesoldeten) Stadtrat in Berlin und in ganz Preußen gewählt, was er bis September 1920 blieb.
Von April 1906 bis August 1921 war er Sekretär der Internationalen Vereinigung der Sattler und verwandter Berufsgenossen. Ab Juli 1919 bis Juni 1923 war er als Beisitzer Mitglied des Vorstandes des Allgemeinen Deutschen Gewerkschaftsbundes.
Von Januar 1920 bis Januar 1923 war er Vorsitzender der Volkshochschule Groß-Berlin.
Im Januar 1923 zog er nach Amsterdam, wo er von Februar 1923 bis 1927 als Sekretär des Internationalen Gewerkschaftsbundes (IGB) fungierte. Von 1927 bis Januar 1931 war er Generalsekretär des IGB.
Im Mai 1931 zog er nach Frankfurt am Main, wo er am 7. Mai 1934 wegen „staatsfeindlicher Handlungen“ verhaftet wurde. Es folgte eine Anklage wegen des „Verdachts zur Vorbereitung zum Hochverrat“ mit anschließender Untersuchungshaft ab 15. Mai 1934. Er wurde bald wieder freigelassen. Am 19. November 1940 starb Sassenbach nach einem Schlaganfall.

## Johannes-Sassenbach-Gesellschaft
Die Johannes-Sassenbach-Gesellschaft wurde am 12. August 1992 in Berlin gegründet. Eines der Ziele der Gesellschaft ist es, den Bereich Gewerkschaften innerhalb der Stiftung Archive der Parteien und Massenorganisationen der DDR im Bundesarchiv (SAPMO) zu fördern und die Forschung auf dem Gebiet der Gewerkschafts- und Sozialgeschichte zu unterstützen.
Sein Nachlass wird von der Johannes Sassenbach Gesellschaft e. V. verwaltet.

## Schriften
- Was wir wollen. In: Der sozialistische Akademiker. 1. Jg. 1. Januar 1895, Nr. 1. FES
- Bildungsbestrebungen und Bibliothekswesen in den Gewerkschaften. In: Sozialistische Monatshefte. 15.=17 Jg. (1911), Heft 12, S. 764–766. FES
- Über den Menschen Carl Legien. In: Sozialistische Monatshefte. 27 Jg. (1921), Heft 1, S. 6–8. FES
- Ludwig Heyde Hrsg. in Gemeinschaft mit Johannes Sassenbach u. a.: Internationales Handwörterbuch des Gewerkschaftswesens, Verlag Werk und Wirtschaft, Berlin 1932